# All You Need Is Kill
All You Need Is Kill (オール ユー ニード イズ キル Ōru Yū Nīdo Izu Kiru?) es una novela ligera japonesa militar y de ciencia ficción, escrita  por Hiroshi Sakurazaka e ilustrada por Yoshitoshi ABe. 
La novela fue un gran avance en el campo de la ciencia ficción para Sakurazaka, cosechando elogios de compañeros novelistas, incluidos Yasutaka Tsutsui y Chōhei Kanbayashi, y fue nominada para competir por el Seiun Award, homólogo japonés del Premio Nébula. La novela fue publicada por Shūeisha bajo su sello Super Dash Bunko y en inglés por VIZ Media bajo su sello Haikasoru.

## Sinopsis
La historia es contada desde la perspectiva del protagonista, Keiji Kiriya, un nuevo recluta de la Fuerza de Defensa Unida que lucha contra los misteriosos "Mimics", que han sitiado a la Tierra. Keiji es asesinado en su primera salida al campo de batalla, pero a través de un fenómeno inexplicable se despierta después de morir regresando a la víspera de la batalla. Esta vuelta al pasado continúa con cada muerte, y ahora se encuentra atrapado en un bucle de tiempo en el que su muerte y resurrección se repite una y otra vez. Llegando a la conclusión de que la única forma de salir de él es volverse lo suficientemente fuerte para no morir, su habilidad como soldado crecerá a medida que pasa a través de cada bucle de tiempo en un intento desesperado por cambiar su destino.

## Personajes
Keiji Kiriya (キリヤ ケイジ Kiriya Keiji?)
El protagonista de la serie, Keiji es un nuevo recluta de la Fuerza de Defensa Unida. Este se encuentra atrapado en un bucle temporal en el que se despierta un día en el pasado, después de haber sido asesinado en el campo de batalla. A través de la formación y las batallas que experimenta en estos bucles, va convirtiéndose progresivamente en un auténtico soldado.
Rita Vrataski
La protagonista de la serie. Es una soldado de las Fuerzas Especiales de EE. UU. Llamativa tanto visual como técnicamente, y sin igual en la batalla, se la ve como una heroína por todo el mundo y es conocida como la "Full Metal Bitch" entre los soldados.
Shasta Raylle
Ingeniera y mecánica de Rita, es una chica con gafas que colecciona gashapons de origen Nativo-Americano.
Ferrell Bartolomé
Sargento del pelotón de Keiji, es hombre excesivamente preocupado por la aptitud que cuida de sus subordinados. Es japonés con ascendencia brasileña.
Rachel Kisaragi (如月 レイチェル Kisaragi Reicheru?)
Encargada del comedor, es conocida por tener buena relación con los soldados por su buena cocina y su apariencia.
Mimics
Alienígenas que invaden la Tierra y cuya principal arma es el viaje y manipulación del tiempo.

## Manga
Una adaptación del manga de All You Need Is Kill, dibujada por Takeshi Obata, con guiones gráficos de Ryosuke Takeuchi, y el diseño de personajes por Yoshitoshi ABe, es serializada en la revista Weekly Young Jump de Shūeisha, desde el 9 de enero de 2014.

## Adaptación al cine
Edge of Tomorrow es una película de ciencia ficción basada en All You Need Is Kill que se estrenó en 27 países el 30 de mayo de 2014, mientras que hará lo propio en Japón el 4 de julio, en Australia y Rusia el 5, y en EE. UU., Canadá y China el 6. El filme está dirigido por Doug Liman y entre el elenco de actores cuenta con las estrellas Tom Cruise y Emily Blunt.